# تیم ملی فوتبال زیر ۲۱ سال بوسنی و هرزگوین
تیم ملی فوتبال زیر ۲۱ سال بوسنی و هرزگوین (انگلیسی: Bosnia and Herzegovina national under-21 football team) یا تیم ملی فوتبال جوانان بوسنی و هرزگوین، نماینده کشور بوسنی و هرزگوین در مسابقات فوتبال جوانان اروپا و جهان است که زیر نظر اتحادیه فوتبال بوسنی و هرزگوین فعالیت می‌کند. 